# Abdul Rahman Omar
Abdul Rahman Omar (ur. 31 sierpnia 1945) – kenijski strzelec, olimpijczyk.
Brał udział w Letnich Igrzyskach Olimpijskich 1972 (Monachium). Startował w jednej konkurencji, w której zajął 58. miejsce.

## Wyniki olimpijskie
| Igrzyska | Konkurencja            | Wynik                          | Miejsce | Źródło |
| -------- | ---------------------- | ------------------------------ | ------- | ------ |
| IO 1972  | Pistolet dowolny, 50 m | 474 punkty (73-84-79-78-73-87) | 58.     | [ 1 ]  |